# 山田贤司
山田贤司（日语：山田賢司，1966年4月20日—），出生于日本大阪府，日本政治家，自由民主党所属的众议院议员，为麻生派人物。

## 生平
1966年，山田贤司出生在日本大阪府，1985年，山田贤司在美国印第安纳州的一所高校毕业。1986年，山田贤司在大阪教育大学附属高等学校天王寺校舍毕业。1990年，山田贤司在神户大学法学部毕业，同年，山田贤司进入住友银行。2011年，自由民主党兵库县第7选举区支部长就任。2012年，第46届众议院议员总选举兵库县第7区成功当选。2013年7月1日，山田贤司前往钓鱼岛宣示主权。

## 外部リンク
- （日語）山田 賢司的Facebook專頁
- （日語）山田賢司公式サイト（公式サイト）
- （日語）衆議院議員 やまだ賢司チャンネル （页面存档备份，存于）